# Cruz Alta (departement)
Cruz Alta is een departement in de Argentijnse provincie Tucumán. Het departement (Spaans:  departamento) heeft een oppervlakte van 1.255 km² en telt 162.240 inwoners.

## Plaatsen in departement Cruz Alta
- Alderetes
- Banda del Río Salí
- Colombres (Tucumán)
- Delfín Gallo (Tucumán)
- El Bracho y El Cevilar
- El Naranjito
- La Florida y Luisiana
- Las Cejas
- Los Bulacio y Los Villagra
- Los Pereyras
- Los Pérez
- Los Ralos (Tucumán)
- Ranchillos y San Miguel
- San Andrés